# 女医肉奴隷
『女医肉奴隷』（じょいにくどれい）は1986年3月8日公開の日本映画。カラー、ビスタ。上映時間67分。にっかつが製作・配給したにっかつロマンポルノ。

## 概要
にっかつロマンポルノ末期の看板女優・麻生かおりの主演作。「制服肉奴隷」「令嬢肉奴隷」「美姉妹肉奴隷」に続く「肉奴隷」シリーズ第４作。自分と瓜二つな女が裏ビデオに出演していたことから、恋人との関係がもつれてしまう女医の姿を描く。当初、主役はにっかつの人気女優だった赤坂麗に決まっていたが、突如彼女の意向が変わり、成長株の麻生かおりがキャスティングされたという。

## あらすじ
女医の久美と同僚の医師、北見は恋人同士。そんな中、北見に想いを寄せる看護婦のりえに渡されたビデオテープを見ると、男と激しく絡み合う女が久美の姿であることに愕然とする。身に覚えのない久美は、りえからテープの入手先をきき、潔白を証明しようとするが・・・。

## スタッフ
- プロデューサー：鶴英次
- 企画：作田貴志
- 脚本：大工原正泰、山下久仁明
- 撮影：森勝
- 照明：西本充利
- 録音：宮本久幸
- 美術：沖山真保
- 編集：山田真司
- 選曲：伊藤晴康
- 色彩計測：小川洋一
- 助監督：金沢克次
- 製作担当：高橋伸行
- 現像：東映化学
- 監督：藤井克彦
- スチール：井本俊康（ノンクレジット）

## キャスト
- 麻生かおり：浅井久美
- 高橋靖子：杉田りえ
- 中原潤：北見常彦
- 田村寛：鳴海
- 武見潤：宮野徹
- 江藤漢：桐野
- 関麻里子：ビデオ撮影中の女
- 健明治：ビデオ撮影中の男
- 中丸新将：石岡
- 大林丈史：岡田

## 同時上映
『花と蛇　飼育篇』
- 原作：団鬼六　監督：西村昭五郎　脚本：掛札昌裕
- 出演：小川美那子、矢生有里、坂元貞美、舵川まり子

『SM教室　失禁』（外部買取作品）
- 製作：雄プロダクション　監督：広木隆一　脚本：加藤正人
- 出演：沢口久美、あきよし杏子